# Report on the Progress and Condition of the Royal Gardens at Kew
Report on the Progress and Condition of the Royal Gardens at Kew (abreviado Rep. Progr. Condition Roy. Gard. Kew) fue una revista científica con ilustraciones y descripciones botánicas que fue publicada por el Real Jardín Botánico de Kew en Inglaterra desde 1844 hasta 1884. Fue reemplazada por  Bulletin of Miscellaneous Information Kew (posteriormente Kew Bulletin)